# Gratias Agit
Gratias Agit ist ein Ehrenpreis, den das Außenministerium der Tschechischen Republik seit 1997 jährlich vergibt. Die Auszeichnung würdigt Persönlichkeiten und Organisationen im Ausland, die sich in besonderer Weise um die Verbreitung eines positiven Bildes Tschechiens verdient gemacht haben – etwa durch kulturelle, wissenschaftliche oder gesellschaftliche Aktivitäten, oder die sich für die tschechische Zivilgesellschaft engagieren.

## Verleihung und Bedeutung
Die Trophäe besteht aus Kristallskulptur mit Gravur sowie einer Ehrenurkunde und ist nicht mit einem Preisgeld verbunden. Die feierliche Übergabe findet im Palais Černín in Prag statt – dem Sitz des Außenministeriums.
Vorschläge für Ausgezeichnete können von diplomatischen Vertretungen, tschechischen Vereinen im Ausland und Kultureinrichtungen eingereicht werden. Die Auswahl trifft eine Kommission unter Leitung des Außenministeriums.
Der Preis Gratias Agit dient der tschechischen Außenkulturpolitik und richtet sich besonders an im Ausland lebende Personen oder Organisationen mit engem Bezug zur Tschechischen Republik. Die Preisverleihungen finden regelmäßig Beachtung in tschechischen und internationalen Medien und sind Ausdruck symbolischer Anerkennung für kulturvermittelnde oder humanistische Arbeit im nichtstaatlichen Raum.

## Ausgewählte Preisträger
| Jahr | Name                              | Herkunftsland          | Begründung                                                                                             |
| ---- | --------------------------------- | ---------------------- | --- |
| 1997 | Miloš Forman                      | Vereinigte Staaten     | Regisseur; für die weltweite Vermittlung tschechischer Filmkunst                                       |
| 1998 | Jiří Pelikán                      | Italien                | Journalist und Politiker; Aufarbeitung des Prager Frühling im Exil                                     |
| 2001 | Paul Wilson                       | Kanada                 | Übersetzer und Publizist; Übertragung von Werken Václav Havels ins Englische                           |
| 2003 | Jiří Gruša                        | Deutschland            | Schriftsteller und Diplomat; u. a. Präsident des PEN‑Clubs                                             |
| 2004 | Libuše Moníková                   | Deutschland            | Schriftstellerin; Thematisierung tschechischer Geschichte in deutscher Literatur                       |
| 2005 | Peter Demetz                      | Vereinigte Staaten     | Literaturwissenschaftler; Vermittler tschechischer Kultur in den USA                                   |
| 2006 | Jiří Kylián                       | Niederlande            | Choreograf; internationale Repräsentanz tschechischer Tanzkunst                                        |
| 2007 | Ota Filip                         | Deutschland            | Autor und Dissident; kulturelle Brücke zwischen Tschechien und Deutschland                             |
| 2009 | Milan Horáček                     | Deutschland            | Politiker und Menschenrechtler; Engagement für tschechische Dissidenten                                |
| 2010 | Václav Havel Library Foundation   | Vereinigte Staaten     | Bewahrung des geistigen Erbes von Václav Havel                                                         |
| 2012 | Antonín Dvořák Society            | Vereinigtes Königreich | Förderung der Musik Dvořáks und tschechischer Komponisten                                              |
| 2013 | Magdalena Jetelová                | Deutschland            | Bildende Künstlerin; internationale Vermittlung tschechischer Gegenwartskunst                          |
| 2014 | Helga Hošková-Weissová            | Tschechien/Israel      | Zeitzeugin und Künstlerin; Erinnerungsarbeit zur Schoa                                                 |
| 2015 | Radio Free Europe / Radio Liberty | Vereinigte Staaten     | Informationsarbeit für Demokratie und Menschenrechte                                                   |
| 2016 | Miloš Rejchrt                     | Tschechien             | Theologe und Dissident; Stimme im Exilradio                                                            |
| 2018 | Dieter Pohl                       | Österreich             | Historiker; Forschung zur NS‑Vergangenheit in Böhmen und Mähren                                        |
| 2019 | David Vaughan                     | Vereinigtes Königreich | Journalist und Historiker; Vermittlung tschechischer Geschichte im Rundfunk                            |
| 2021 | Nadace Charty 77                  | Tschechien             | Stiftung der Charta 77; Unterstützung benachteiligter Gruppen und Aufarbeitung der Dissidentenbewegung |
| 2023 | Tomáš Halík                       | Tschechien             | Theologe; interreligiöser Dialog und internationale Friedensarbeit                                     |
| 2024 | Jiří Šitler                       | Schweden               | Diplomat und Historiker; Engagement für Erinnerungskultur im Ausland                                   |